# Soussouéou Gave
Der Soussouéou Gave ist ein kleiner Gebirgsfluss in Frankreich, der im Département Pyrénées-Atlantiques in der Region Nouvelle-Aquitaine verläuft. Er entspringt im äußersten Südosten der Gemeinde Laruns, nahe der Grenze zu Spanien, im Nationalpark Pyrenäen, aus dem Stausee Lac d’Arrémoulit, entwässert generell in nordwestlicher Richtung durch ein kaum besiedeltes Gebiet und mündet nach rund 16 Kilometern im südlichen Gemeindegebiet derselben Gemeinde Laruns als rechter Nebenfluss in den Gave d’Ossau.
Das von Gletschern gebildete Tal des Flusses steht unter Naturschutz.

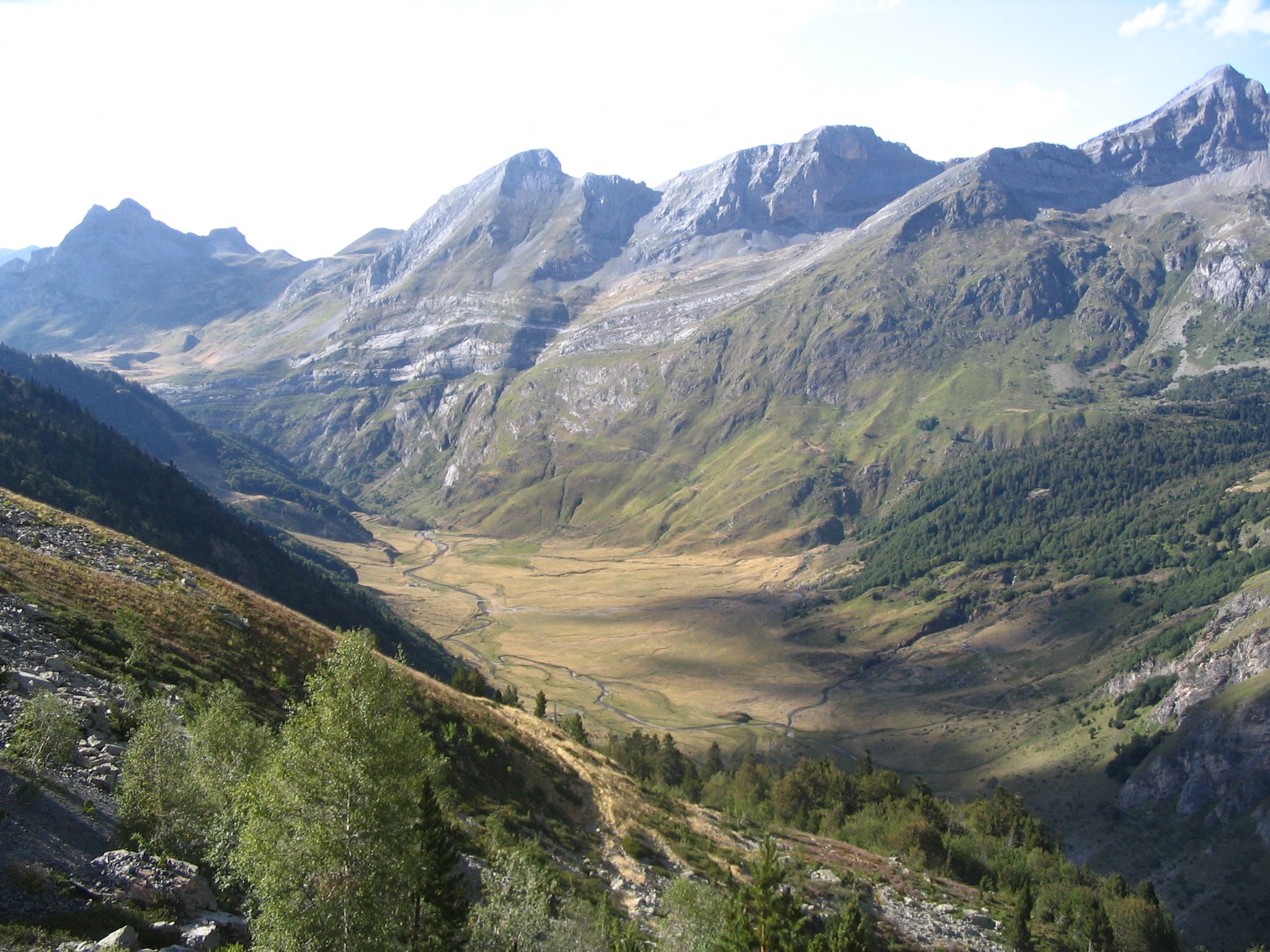
Das Gletschertal

## Orte am Fluss
(Reihenfolge in Fließrichtung)
- Cabane d’Artigue, Gemeinde Laruns
- Cabane de l’Orri, Gemeinde Laruns
- Cabanes du Soussouéou, Gemeinde Laruns

## Sehenswürdigkeiten
Der Ursprung des Flusses am Lac d’Artouste ist mit dem kleinen Touristenzug Train d’Artouste erreichbar.